# Cucina slovacca
La cucina slovacca (slovenská kuchyňa) è l'espressione dell'arte culinaria sviluppata in Slovacchia, con forti influenze della cucina austriaca, ceca e ungherese.

## Piatti tipici
Tra i piatti tipici della nazione sono da menzionare:
- Bryndzové halušky, il piatto nazionale slovacco[2] a base di gnocchi di patate (halušky) conditi con bryndza e lardini abbrustoliti.
- Bryndzové pirohy, tortelli ripieni di purè e bryndza e servito con aggiunta di kyslá smotana, pezzetti di bacon croccante, e erbe.
- Džatky, palline piccoline di purè di patate e farina, spesso servite con la bacon, tipici a Spiš.
- Francúzske zemiaky, piatto a base di patate, kyslá smotana, salsiccia e formaggio al forno.
- Fučka, purè di patate bollite e farina con cipolla fritta nel lardo.
- Granatiersky pochod (o granadír), quadrucci con patate bollite e cipolla fritta, possibilmente anche pancetta, cosparsa di pàprica e sale.
- Guláš, semiliquida (zuppa) a base di carne, lardo, soffritto di cipolle e carote, patate e paprica spesso cucinavano dentro un grande paiolo messo.
  - Segedínsky guláš, semiliquida (zuppa) a base di carne del suine e crauti servito con knedľa
- Holúbky, piatto con un ripieno di carne o verdure tritate e riso e/o grano saraceno bollito, avvolto in foglie di cavolo servito in Slovacchia Orientale.
- Husacie o kačacie hody, menù festivo composto da carne d'oca (husacina o husacie mäso) o anatra (kačacie mäso) al forno, fegato d'oca (husacia pečienka), lokše grassi e cavolo rosso in umido con strudel di ciliegie e semi di papavero tradizionale per Slovenský Grob.
  - Husacia pečienka, piatto a base di fegato d'oca.
  - Lokša, tipo di frittella di patate salato o dolce diffusa a ovest della Slovacchia e anche in Moravia Meridionale.
- Koložvárska kapusta, crauti e carne macinata, con l'aggiunta di riso, cipolla, panna acida e salsiccia.
- Knedľa, grosso gnoccho utilizzato come contorno.
- Kuracie prsia s broskyňou,  petto di pollo alla pesca, prosciutto e formaggio a fette dure al forno.
- Lečo, ragù o spezzatino denso di verdure a base di peperoni, pomodori e cipolle, simile a la peperonata.
- Plnená paprika, peperoni ripieni di carne macinata e riso cotti nel succo di pomodoro.
- Pstruh na rasci a zemiaky, trota al forno con cumino e contorno di patate.
- Rezeň, cotoletta
  - Čachtický rezeň, cotoletta di coscia del suine e misto di prosciutto, funghi e mele a fette, vino rosso e ketchup.
  - Černohorský rezeň, cotoletta di coscia o lombo del suine in pastella di patate cosparsa di edamame grattugiato al 30 %.
- Strapačky, simili al bryndzové halušky ma conditi con crauti stufati.
- Smaženica, uova strapazzate con funghi.
- Stískance (dialetticamente scískance), piatto a base di patate, farina semplice, sale e grasso d'anatra, possibilmente cumino.
- Sviečková na smotane, lombo del suine arrosto con senape e salsa a base di smotana.
- Špenátové halušky, piatto a base di gnocchi di farina, uovo e spinaci conditi con salsa di formaggi, possibilmente anche lardini abbrustoliti.
- Šunkové fliačky o šunkafleky, piatto cotto o al forno a base di quadratini, prosciutto cotto o Bologna sausage, cipolla, uovo, panna acida, olio, pepe e vegeta
- Terchovské úhrabky, patate arrosto con crauti, cracker, bacon e cipolle.

### Fast food tipici
- Cigánska pečienka, "hamburger slovacco", carne marinata fritta con cipolle da mettere solitamente in una žemľa grande con grasso e senape.
- Chlieb vo vajci, una versione salata del french toast tipica per la colazione o cena.
- Langoš, specialità culinaria fritta i cui ingredienti base sono farina, lievito, acqua e sale.
- Richman, panino grande o altro tipo di pane, ripieno di carne o un prodotto a base di carne, il più delle volte si tratta salame di Debrecen o altro salame, prosciutto, pollo, a volte pesce o formaggio ripieno è completato con cavolo grattugiato, cetrioli a fette o altre verdure e maionese o qualche altro tipo di salsa.
- Vyprážaný syr, fetta di formaggio, solitamente Edam, spessa circa 15 mm, successivamente ricoperta di farina, uova e pangrattato, quindi saltata in padella o fritta.
- Zemiakové placky, frittelle che si preparano immergendo in olio bollente un impasto di patate schiacciate, farina, e uova o altri leganti.
- Živánska pečienka o živánska, carne del suino (coscia o capocollo) con bacon, salsiccia, cipolla, aglio, peperoni, senape, olio o lardo, sale e pepe cotto in un mucchio di carboni ardenti o foglio di alluminio.

### Zuppe tipiche
- Cesnaková polievka, zuppa di aglio servita tipicamente all'interno di una pagnotta.
- Čipkárskô, piatto tipico della regione di Horehronie a base di carne (tipicamente il manzo), piante da radice, patate, trhance (pasta) e altri ingredienti che è consumato prima il brodo denso dopo la cottura e poi la zuppa.
- Demikát, zuppa di bryndza.
- Držková polievka, zuppa di trippa.
- Frankfurtská polievka, zuppa di brodo, cipolle fritte con salsiccia di Vienna, batate, pàprica, aglio, farina semplice, olio o burro, latte o panna montata, sale e spezie.
- Kapustnica, una minestra di crauti e salsicce.
- Slepačia (o kuracia) polievka (o vývar), brodo di pollo
- Šútolica, zuppa di fagioli e cavolo

### Piatti freddi
- Čalamáda, insalata di verdure agrodolce preparata con cavolo, peperone e cipolla grattugiato.
- Huspenina, piatto realizzato con brodo di carne raffreddato e servito con aceto.
- Mastný chlieb s cibuľou, fetta di pane con grasso animale (spesso dal suine), cipolla tritata, sale e pepe o pàprica.
- Obložené chlebíčky, fette di pane con insalata, verdure, salumi, formaggi, uova sodo, ecc.
- Parížsky šalát, insalata preparata con parizer o altro tipo di salsiccia morbida, cetriolo sterilizzato in agrodolce, cipolla, piselli sterilizzato, maionese, senape, sale, pepe macinato, salsa Worcestershire, aceto e zucchero.
- Ruské vajce, uovo sodo, sottaceti, insalata di patate, piselli, peperoncino e prosciutto o altri ingredienti.
- Slonie žrádlo, miscela cotta di olio vegetale, ketchup, senape, salsa di soia, salsa Worcestershire, sale e pepe che mescolare con parizer o prosciutto cotto, uova, cetrioli, cipolle, possiamo aggiungere anche il mais, pomodori freschi, formaggio a pasta dura tagliati a cubetti e la marinata di cetrioli con maionese.
- Šunkové rolky s chrenom, rotoli di prosciutto cotto ripieno da schiuma di rafano che era un tipico antipasto dei matrimoni negli anni 1980.
- Treska v majonéze, piatto di merluzzo, verdure, aceto e maionese.
- Utopenec, špekačka con cipolle in agrodolce.
- Vlašský šalát, insalata preparata con parizer o altro tipo di salsiccia morbida, patate, carota, cetriolo sterilizzato in agrodolce, cipolla, piselli sterilizzato, maionese, senape, sale, pepe macinato, salsa Worcestershire, aceto e zucchero.
- Zavináč, taglio avvolto di aringhe e verdure, sottaceto in salamoia acida.
- Zemiakový o majonézový šalát, principalmente un contorno alla carne.

### Piatti dolci e dessert
- Bábovka, torta a forma di ciambella, lievitata in uno specifico stampo particolarmente alto.
- BB puding, budino al cacao con farina di biscotti, in passato venduto come medicina.
- Bratislavský rožok, dolce pasticcino lievitato a forma di mezzaluna ripieno di un riempimento di noci dolci o di papavero.
- Bublanina, focaccia dolce strofinata, in cui vengono adagiate ciliegie, amarene, pesche o altri tipi di frutta.
- Buchty,  focaccine dolci di pasta lievitata, riempite di marmellata e cotte in una pirofila in modo che si attacchino l'una all'altra.
- Dukátové buchtičky, piatto dolce composto da focaccine lievitate ricoperte di calda crema alla vaniglia.
- Kapustník, torta di cavolo con caramello.
- Krupicová kaša, alimento a base di semola  spolverato di cacao e zucchero e cosparso di burro fuso.
- Laskonky, due fette di neve di albumi e nocci al forno (sopra e sotto) ripieni di crema al caramello e burro con aroma di caffè aromatizzato, simile agli macaron.
- Makovník o orechovník, rotolo alle noci o semi di papavero.
- Nákyp, piatto leggero, soffice, leggermente tostato o al vapore.
  - Ryžový nákyp, torta a base di riso, latte, uova, burro e talvolta uva passa.
- Opekance, focaccine lievitate piccole cotte in una teglia in modo che vengano premute delicatamente l'una contro l'altra.
- Osie hniezdo, rotolo alto di pasta lievitata con zucchero alla cannella o cacao.
- Palacinka, crêpe dolce diffusa anche in Austria e Ungheria.
- Parené buchty, variante degli gnocchi di pasta lievitata tipici e vengono preparati facendo cuocere al vapore un impasto di pane lievitato, zuccherato ripieni di marmellata e spolverate con cacao.
- Rezy (o zákusky), torte a strati che vengono tagliate in quadrati o cubetti.
  - Bratislavské rezy, pan di Spagna, crema pasticcera montata a vapore, glassa di cioccolato versato con lo sciroppo dolce al gusto di rum.
  - Domino rezy, sorta di torta festiva e hanno tre metodi di preparazione.
  - Grilážky, strati di wafer bloccati insieme con la griláž (zucchero bruciato con burro, noci e latte condensato).
  - Krémeš, pasta sfoglia o due fogli di pasta al miele, budino alla vaniglia e panna montata spolverato con zucchero (nel caso di fogli di pasta al miele) o cioccolato grattugiato.
  - Metrový koláč, torta bicolore simile a un rotolo a base di pan di Spagna giallo e marrone con strati di crema al burro o budino e ricoperta da una copertura di cioccolato che viene cotto in una teglia a forma di "dorso di capriolo" e servito affettato.
  - Novozámocké rezy, torta cremosa all'ananas.
  - Oblíž prst, pan di Spagna al cacao, budino alla vaniglia e neve di albumi dolce spolverato con cioccolato grattugiato.
  - Opitý Izidor, torta di noci e rum.
  - Pudingový koláč, pan di Spagna, budino e panna acida zuccherata.
  - Punčové rezy, pan di Spagna, strato marmellata e glassa di zucchero con aroma di punch in superiore.
  - Slovan rezy, pan di Spagna al cacao, crema al budino e panna montata al caramello.
  - Šumienkový zákusok, pan di Spagna (semplice o al cacao), crema di panna montata o tvaroh e gelatina agrumi.
  - Žiarske rezy, pan di Spagna al cacao e ottimo ripieno di noci.
  - Žĺtkové rezy, pan di nocci e glassa di tuorlo d'ovo e zucchero.
- Salónka, dolcetto di Natale ricoperto di cioccolato.
- Slivkové gule, gnocchi di patate riempito con prugne tipici particolarmente a Myjava.
- Šiška, dolce a forma di palla appiattita fatta di pasta lievitata dolce, nelle ricette tradizionali fritta, con una confettura di riempimento e di solito cosparso sopra con zucchero a velo o zucchero semolato.
- Šamrola, tubo di pasta sfoglia ripieno con albume d'uovo sbattuto con zucchero o panna montata e cosparso di zucchero.
- Šuhajda, dolce festivo slovacco senza cottura, con cioccolato sopra e sotto e uno strato intermedio di noci al gusto di rum.
- Vanilkové rožteky, cornetti alla vaniglia
- Veterník, bignè di pasta choux riempito di crema pasticcera o di budino e crema chantilly e ricoperto di caramello.
- Vtáčie mlieko, halušky di albume e zucchero scottata brevemente in acqua bollente (una specie di pusinky soffice) e poi posta a "galleggiare" su una base di crema inglese
- Zlaté halušky, gnocchi di tvaroh e semola conditi con briciole di pane dolce che è versato di burro fuso.
- Žemľovka, torta preparata con mele e pane, ammollata nel latte.

### Formaggi tipici
- Bryndza, formaggio a pasta molle e salato prodotto con latte di pecora.
- Encián, camembert slovacco.
- Niva, roquefort slovacco
- Oštiepok, tradizionale formaggio a fette affumicato.
- Parenica, tradizionale formaggio slovacco semiduro, senza crosta, semigrasso, cotto a vapore e solitamente affumicato, sebbene si trovi anche non affumicato.
- Zázrivský korbáčik, formaggio intrecciato.

### Pani tipici
- Rožok
  - Lupáčik
- Pagáč
- Posúch
  - Podplamenník (o podpecník)

### Pasta tipica
- Halušky, varietà tradizionale di spaghetto spessi e morbidi o gnocchi.
- Mrvenička (o strúhanka), pasta preparata con farina grossolana e uova, che dopo la miscelazione viene grattugiata o tritata finemente e lasciata asciugare o grattugiata direttamente nell'acqua bollente.
- Pirohy, specie di ravioli con interno di marmellata, semi di papavero o bryndza.[1]
- Slovenská ryža, pasta a forma di riso appuntito.
- Šúľance, gnocchi di patate slovacchi con zucchero o semi di papavero.
- Tarhoňa, pasta a forma di perle leggermente più piccole dei ceci.

### Salumi tipici
- Klobása,  insaccato di carne.
  - Jaternica o krvavnica, salsiccia a base di semole, sangue e rigaglie.
  - Liptovské droby, tipo di jaternica con ripieno di patate, prodotto con un antico metodo artigianale nel territorio della regione di Liptov.
  - Párok, insaccato di carne maiale, pollame, vitello o manzo finemente macinati (piatto con fori da 2 mm), conditi con sale, pepe nero e miscele regionali specifiche.
  - Špekáčik (o safaládka), insaccato di carne bovina, maiale e da altri condimenti insaccati in un budello naturale.
- Slanina, salume del suino.
  - Oškvarky, ciccioli del bacon.
- Saláma, salume insaccato secco.
- Šunka, taglio della carne del suino cotto.
- Údené mäso, carne affumicata servito tradizionale nel Pasqua.

### Salse tipiche
- Kôprová omáčka, salsa di aneto, latte e panna.
- Morca-della, sugo di carne del suino, passata di pomodoro e soia, prodotto principale del conservificio Tatrakon a Poprad.
- Prívarok, "zuppa addensata" che solito contiene verdure, principalmente ortaggi a radice, bollite in acqua e addensate con l'aggiunta di farina.

## Bevande

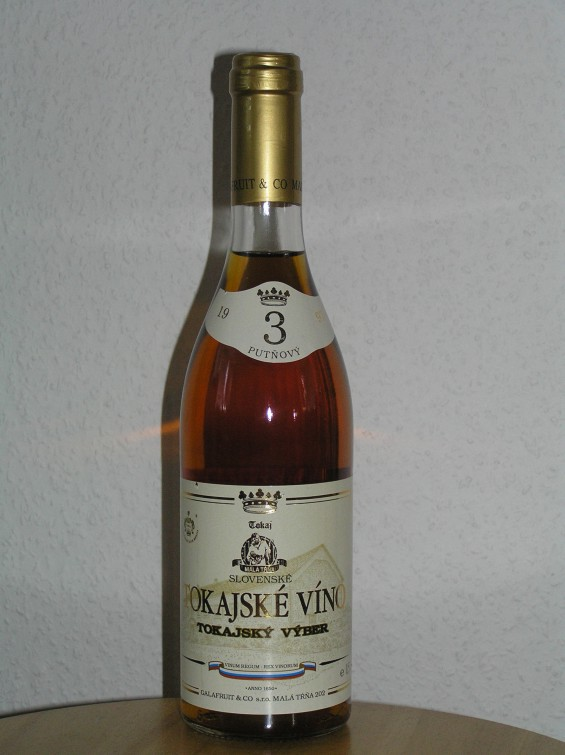
Tokaj slovacco

Nel paese viene prodotto e consumato abitualmente vino, prodotto nella regione di Bratislava. Nella zona orientale del paese viene prodotto il Tokaj.
Più diffusa del vino è la birra: accanto ai prodotti dei birrifici cechi sono presenti birre slovacche con analoghe caratteristiche.
Tra i superalcolici i più noti sono la slivovica, la borovička (grappa a base di ginepro), e la demänovka (un liquore alle erbe).
La specialità in inverno è hriate (una bevanda a base di miele con pancetta o burro, o caramello al posto del miele, e distillato).